# Канзас Джейхокс (баскетбол)
Канзас Джейхокс (англ. Kansas Jayhawks) — студенческая баскетбольная команда, представляющая Канзасский университет в первом баскетбольном мужском дивизионе NCAA. Является одной из старейших и наиболее успешных баскетбольных студенческих программ в США. Располагается в Лоренсе (штат Канзас). В настоящее время команда выступает в конференции Big 12.
Первый тренер «Джейхокс», изобретатель баскетбола Джеймс Нейсмит, был единственным тренером в истории университета с отрицательным отношением побед к поражениям. За время существования баскетбольной программы за команду выступали такие в будущем известные профессиональные баскетболисты, как Клайд Лавлетт, Уилт Чемберлен, Джо Джо Уайт, Дэнни Мэннинг, Пол Пирс и тренеры (включая Фога Аллена, Адольфа Раппа, Джона Маклендона, Дина Смита, Датча Лонборга, Ларри Брауна, Роя Уилльямса и Билла Селфа). Выпускник Канзаса Аллен впоследствии создал Национальную ассоциацию баскетбольных тренеров и вместе с Лонборгом был сторонником создания турнира NCAA.
В 2008 году ESPN поставил Канзас на второе место в списке самых престижных программ современной эры студенческого баскетбола. «Джейхокс» принадлежит наибольшая череда подряд попаданий в турнир NCAA (26), вторая по длительности серия победных сезонов (31, уступая Сиракьюсу у которого 43), наибольшее количество победных сезонов в истории первого дивизиона (97), наибольшее количество титулов чемпиона конференции (58), наибольшее количество членов первой всеамериканской сборной (21), занимает третье место по проценту выигранных матчей в первом дивизионе (72,2 %) и второе место по количеству побед в первом дивизионе (2180).
Начиная с 1955 года команда проводит домашние матчи в «Аллен-филдхаусе», где одержала 699 побед и потерпела 108 поражений (86,6 %), а с 20 февраля 1994 года «Джейхокс» проиграли дома всего 14 игр регулярного чемпионата. В настоящее время главным тренером команды является Билл Селф.

## История

### Нейсмит и ранние годы

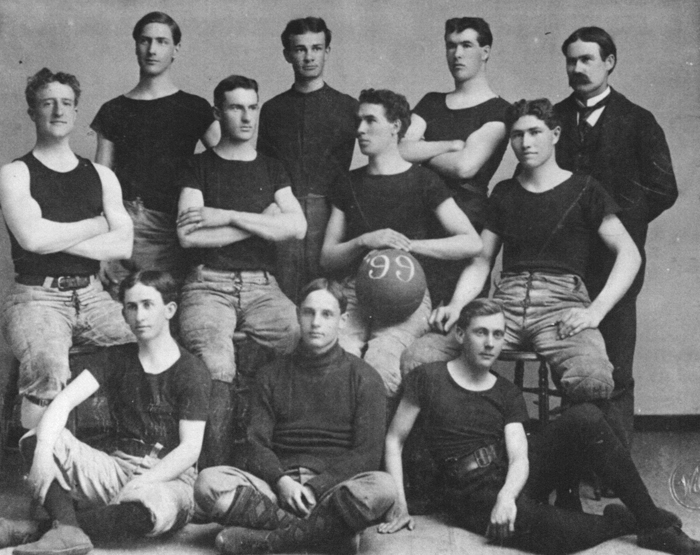
Баскетбольная команда Канзасского университета 1899 года с Нейсмитом (вверху, справа)

Официально баскетбольная программа в университете была основана в 1898 году, после прихода доктора Джеймса Нейсмита в университет, всего через шесть лет после написания им правил нового спорта. Первоначально, Нейсмит не был тренером команды, а работал инструктором по физическому развитию.
В первые годы своего существования «Джейхокс» играли против местных команд YMCA, а также против института Хаскелла и колледжа Уилльяма Джевелла. Под руководством Нейсмита команда сыграла всего один матч против действующего члена конференции Big 12 — университета штата Канзас. Как это не парадоксально, Нейсмит стал единственным тренером в истории Канзаса с отрицательным отношением побед к поражениям (55-60).
Включая работу на должности главного тренера, Нейсмит проработал на посту спортивного директора и преподавателя университета Канзаса почти 40 лет и уволился лишь в 1937 году. Нейсмит умер спустя два года в 1939 году и был похоронен в Лоренсе (Канзас). В его честь названа игровая площадка в «Аллен-филдхаусе». Под его руководством выступало два будущих тренера «Джейхокс» Фог Аллен и Джон Маклендон.
10 декабря 2010 года семья Девида Бута купила на аукционе Сотбис оригинальные правила Джеймса Нейсмита за 4,3 млн долларов и передала их на хранение в специальное помещение, расположенное в «Аллен-филдхаусе».

### Сезон 2013/2014
В межсезонье «Джейхокс» заполучили самого перспективного рекрута, первого номера в списке ESPN Эндрю Уиггинса. В команду также пришло ещё четыре игрока из первой сотни рейтинга ESPN. 24 февраля 2014 года «Джейхокс» в 10-й раз подряд стали победителями регулярного чемпионата конференции Big 12. В турнире NCAA 2014 года Канзас дошли до 1/16 финала, где проиграли десятому номеру посева «Стэнфорд Кардинал».

## Закреплённые майки
| Закреплённые майки «Канзас Джейхокс» |                   |         |                  |
| №                                    | Игрок             | Позиция | Года в команде   |
| 0                                    | Дрю Гуден         | Ф       | 2000-02          |
| 4                                    | Ник Коллисон      | Ф       | 2000-03          |
| 5                                    | Фред Пралле       | З       | 1936-38          |
| 5                                    | Говард Энглменn   | Ф       | 1939-41          |
| 7                                    | Тастин Акерман    | Ц       | 1923-25          |
| 8                                    | Чарли Блек        | З       | 1922-24          |
| 10                                   | Чарльз Блек       | Ф       | 1942-43, 1946-47 |
| 10                                   | Кёрк Хайнрих      | З       | 2000-03          |
| 11                                   | Жак Вон           | З       | 1994-97          |
| 12                                   | Пол Эндакотт      | З       | 1921-23          |
| 13                                   | Уилт Чемберлен    | Ц       | 1957-58          |
| 13                                   | Уолт Весли        | Ц       | 1964-66          |
| 14                                   | Дарнелл Валентайн | З       | 1978-81          |
| 15                                   | Рей Эванс         | З       | 1942-43, 1946-47 |
| 15                                   | Джо Джо Уайт      | З       | 1966-69          |
| 15                                   | Бад Столлуорт     | Ф       | 1970-72          |
| 15                                   | Марио Чалмерс     | З       | 2006-08          |
| 16                                   | Клайд Лавлетт     | Ц       | 1950-52          |
| 23                                   | Би Эйч Борн       | Ц       | 1952-54          |
| 23                                   | Уэйн Симин        | Ф       | 2002-05          |
| 25                                   | Дэнни Мэннинг     | Ф       | 1985-88          |
| 26                                   | Гейл Гордон       | З       | 1925-27          |
| 32                                   | Билл Бриджес      | Ф       | 1959-61          |
| 34                                   | Пол Пирс          | Ф       | 1996-98          |
| 36                                   | Эл Петерсон       | Ц       | 1925-27          |
| 40                                   | Дейв Робиш        | Ф       | 1969-71          |
| 45                                   | Раф Лафренц       | Ф       | 1995-98          |
| 60 1                                 | Макс Фалкенстейн  | Диктор  | 1945-2006        |

Примечание: Канзасский университет закрепляет за своими бывшими игроками только майки, а не номера.

## Достижения
- Чемпион Helms: 1922, 1923
- Чемпион NCAA: 1952, 1988, 2008
- Финалист NCAA: 1940, 1953, 1957, 1991, 2003, 2012
- Полуфиналист NCAA: 1940, 1952, 1953, 1957, 1971, 1974, 1986, 1988, 1991, 1993, 2002, 2003, 2008, 2012
- Четвертьфиналист NCAA: 1940, 1942, 1952, 1953, 1957, 1960, 1966, 1971, 1974, 1986, 1988, 1991, 1993, 1996, 2002, 2003, 2004, 2007, 2008, 2011, 2012, 2016, 2017
- 1/8 NCAA: 1952, 1953, 1957, 1960, 1966, 1967, 1971, 1974, 1981, 1986, 1987, 1988, 1991, 1993, 1994, 1995, 1996, 1997, 2001, 2002, 2003, 2004, 2007, 2008, 2009, 2011, 2012, 2013, 2016, 2017
- Участие в NCAA: 1940, 1942, 1952, 1953, 1957, 1960, 1966, 1967, 1971, 1974, 1975, 1978, 1981, 1984, 1985, 1986, 1987, 1988, 1990, 1991, 1992, 1993, 1994, 1995, 1996, 1997, 1998, 1999, 2000, 2001, 2002, 2003, 2004, 2005, 2006, 2007, 2008, 2009, 2010, 2011, 2012, 2013, 2014, 2015, 2016, 2017, 2019
- Победители турнира конференции: Big Eight

1981, 1984, 1986, 1992
Big 12

'1997, 1998, 1999, 2006, 2007, 2008, 2010, 2011, 2013, 2016
- Победители регулярного чемпионата конференции: Missouri Valley

1908, 1909, 1910, 1911, 1912, 1914, 1915, 1922, 1923, 1924, 1925, 1926, 1927
Big Six / Big Seven / Big Eight

1931, 1932, 1933, 1934, 1936, 1937, 1938, 1940, 1941, 1942, 1943, 1946, 1950, 1952, 1953, 1954, 1957, 1960, 1966, 1967, 1971, 1974, 1975, 1978, 1986, 1991, 1992, 1993, 1995, 1996
Big 12

'1997, 1998, 2002, 2003, 2005, 2006, 2007, 2008, 2009, 2010, 2011, 2012, 2013, 2014, 2015, 2016, 2017